# Emissionscomputertomographie
Emissionscomputertomographie (kurz ECT; auch Emissionscomputertomografie) ist die aufgrund der Radon-Transformation mögliche Berechnung von Schnittbildern aus der von einem Objekt emittierten (ausgesandten) Strahlung. Die erste Anwendung war die Berechnung der Ursprungsorte der Mikrowellenstrahlung der Sonne nach einjähriger Beobachtung von der um die Sonne rotierenden Erde aus.
Als diagnostisches bildgebendes Verfahren der Nuklearmedizin zur Erzeugung von Schnittbildern lebender Organismen basiert die ECT auf der Verabreichung eines Radiopharmakons, dessen Strahlung anschließend außerhalb des Körpers detektiert werden kann und Rückschlüsse auf die Verteilung des Radiopharmakons im Körper zulässt.
Die ECT ist von der Transmissions-Computertomographie abzugrenzen, bei der der Organismus mit Hilfe von Strahlenquellen außerhalb des Körpers untersucht wird.
Die medizinische Anwendung existiert in zwei Varianten:
- Einzelphotonen-Emissionscomputertomographie (SPECT)
- Positronen-Emissions-Tomographie (PET)